# 瑞原
瑞原（みずはら）は、兵庫県伊丹市の町名。現行行政地名は瑞原一丁目から瑞原四丁目。住居表示は未実施(地番整理済み区域)。2011年（平成23年）10月1日現在の人口は1,308人。郵便番号664-0005。

## 地理
北を東野、東の一点で緑ケ丘、南を瑞ケ丘、南西を中野東、西を鴻池、北西を荻野と接する。瑞ケ池に面した四丁目の大部分は三菱電機北伊丹製作所およびルネサス エレクトロニクス北伊丹事業所の敷地となっている。
全域が伊丹市立鴻池小学校および東中学校の校区に属する。

### 地名の由来
町内の南にある瑞ケ池（ずがいけ）の「瑞」を取って命名された。隣接する瑞ケ丘や、瑞ケ池の対岸に当たる瑞穂町も同様である。

## 歴史
一〜三丁目は旧川辺郡稲野村大字東野の一部。4丁目は旧伊丹町大字大鹿に属した区域で、昭和34年（1959年）に瑞ケ池の北半分を埋め立てて三菱電機北伊丹製作所が建てられた。
1969年（昭和44年）に東野と大鹿の一部を割いて住居表示を実施し、瑞原一〜四丁目が新設されて現在に至る。

## 交通
町内を縦断するように県道333号線が、南側を331号線が、東側を332号線が走っている。伊丹市バスでは瑞原1丁目、瑞原3丁目、北三菱、瑞ケ池などのバス停留所を町内に設置している。
町内に鉄道は走っておらず、JR西日本福知山線の北伊丹駅が最寄り駅となる。

## 施設
- 三菱電機北伊丹製作所
  - ルネサス エレクトロニクス北伊丹事業所
- 伊丹市共同利用施設瑞原センター

2001年（平成13年）にスワンホール（伊丹市労働福祉会館・青少年センター）が昆陽池2丁目に開館するまでは瑞原2丁目に伊丹市勤労青少年ホームが置かれていた。